# Fromelles

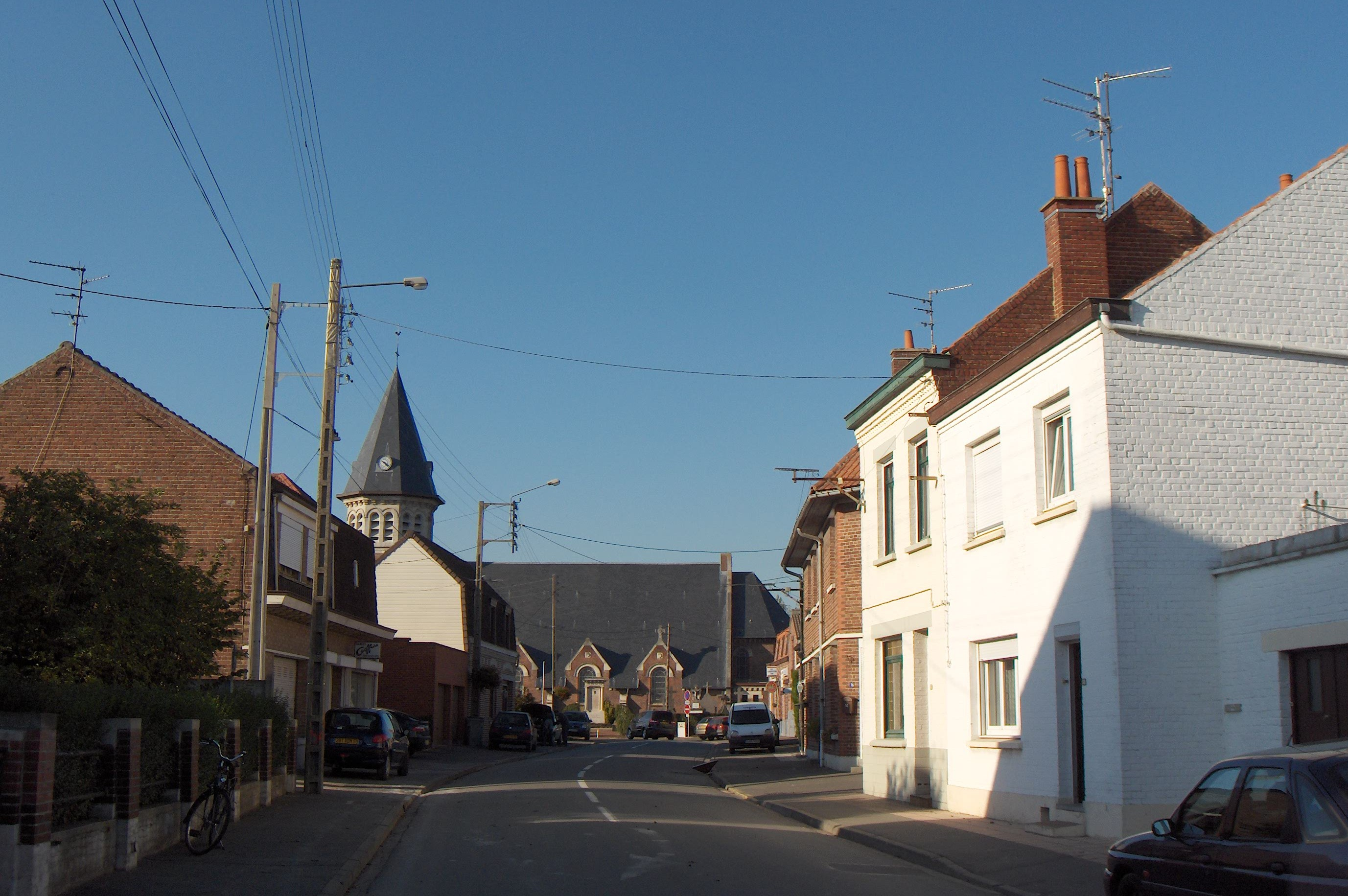
A street in the village

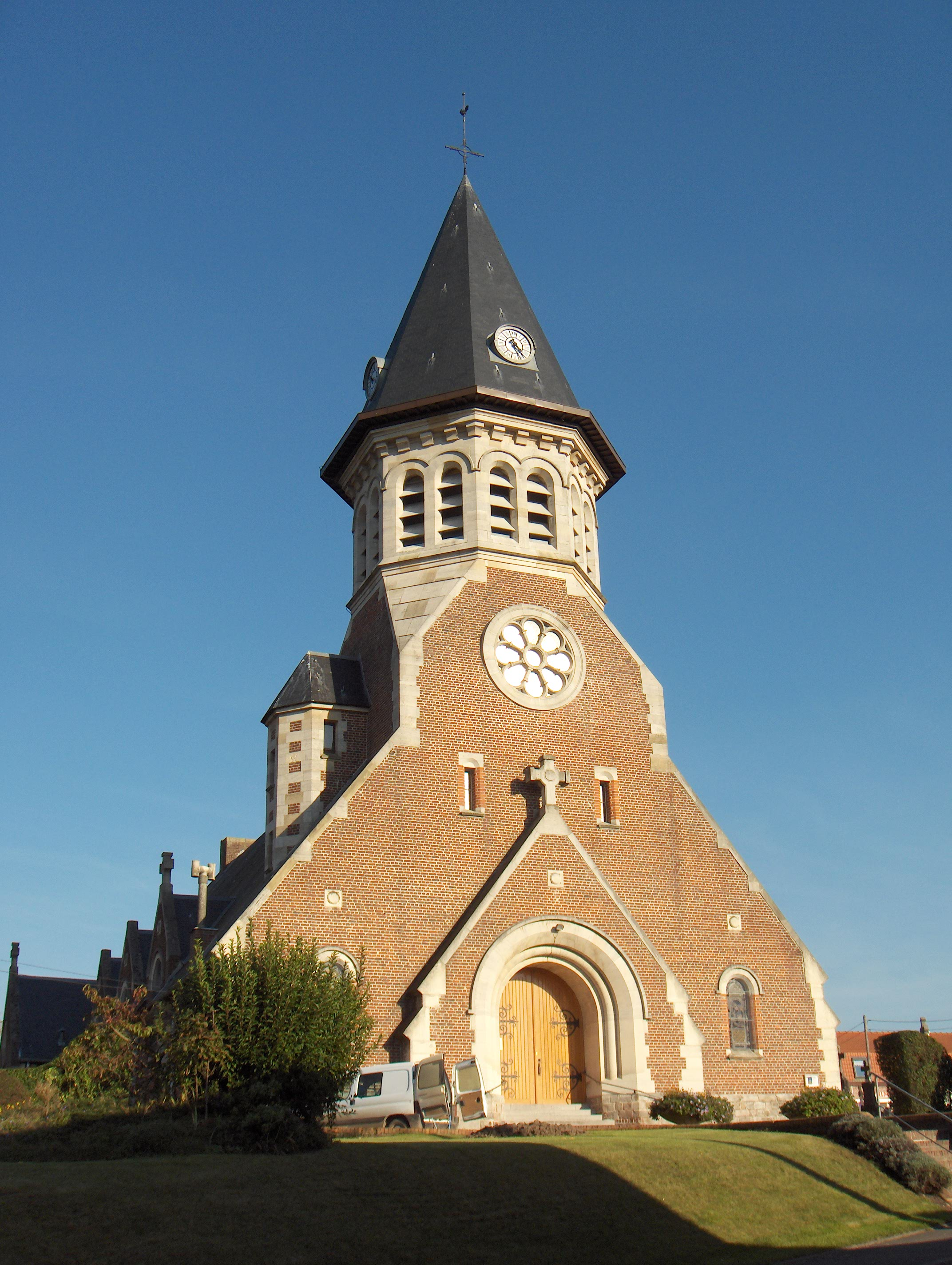
The village church

Fromelles là một xã ở tỉnh Nord trong vùng Hauts-de-France, Pháp.